# Frank van der Struijk
Frank van der Struijk (Lennisheuvel (Boxtel), 28 maart 1985) is een Nederlandse voormalig betaald voetballer die in 2017 zijn profloopbaan afsloot. Hij speelde bij voorkeur in de verdediging.

## Carrière
Van der Struijk debuteerde in 2003 als verdediger in het profvoetbal bij Willem II tegen FC Volendam. Hij was toen 18 jaar. Bij Willem II speelde op verschillende posities: centrale verdediger, rechtervleugelverdediger, verdedigende middenvelder, maar de meeste wedstrijden speelde hij als linkervleugelverdediger.
Op dinsdag 7 november 2006 scoorde hij zijn eerste officiële doelpunt namens Willem II, in de KNVB beker tegen Be Quick '28. In de 49e minuut zorgde hij voor 1-3 en Willem II wist de wedstrijd uiteindelijk met 2-5 te winnen.
Zijn eerste officiële competitietreffer scoorde hij op 25 november 2006 in het thuisduel tegen RKC Waalwijk: in de 90e minuut zorgde hij voor de 3-1 winst van Willem II.
Na het Eredivisie-seizoen 2007/2008 met Willem II, vertrok Van der Struijk naar Vitesse. In zijn eerste seizoen bij de Arnhemmers speelde Van der Struijk 26 wedstrijden en scoorde één keer. Halverwege het seizoen 2009/2010 werd Van der Struijk verhuurd aan Willem II en streed hier tegen degradatie. In de zomer van 2010 keerde hij weer terug bij Vitesse.
In oktober 2011 baarde Van der Struijk opzien door in de Gelderse derby tegen NEC zijn middelvingers op te steken naar de rivaliserende aanhang uit Nijmegen. "Van der Struijk kon het geschreeuw van de NEC-aanhang 'wel hebben', maar toen er iets over zijn moeder werd geroepen, knapte er iets. "Ik werd enorm boos en uitte dat op een verkeerde manier. Ik zal voortaan eerst tot tien tellen."" Het leverde hem een voorwaardelijke schorsing en de bijnaam 'Frankie two fingers' op.
Begin 2012 tekent Van der Struijk een nieuw contract bij Vitesse, tot 2014. Eind augustus 2012 loopt Van der Struijk een stressfractuur aan het middenvoetsbeentje van zijn rechtervoet op, waardoor hij enkele maanden aan de kant staat. Zijn contract werd in 2014 niet verlengd.
Willem II maakte op 13 augustus 2014 bekend dat Van der Struijk terugkeerde bij de Tricolores. Hij had de hele voorbereiding al meegetraind met de selectie om zijn conditie op peil te houden en tekende een eenjarig contract bij de Tilburgers, die in het voorgaande seizoen promoveerden naar de Eredivisie. Hij eindigde het seizoen met de club op de negende plaats. Van der Struijk tekende in augustus 2015 bij tot medio 2016. Hij eindigde het seizoen 2015/16 met Willem II op de zestiende plaats in de Eredivisie, waarna de club en hij via de play-offs 2016 behoud afdwongen. Eind augustus 2016 werd bekend dat hij voor Dundee United in Schotland gaat spelen.
In 2017 kwam zijn profloopbaan ten einde en ging hij in het seizoen 2017-2018 als amateur voor het eerste mannenteam van de Boxtelse derdeklasser ODC spelen. In het seizoen 2018/19 ging Van der Struijk voor Real Lunet spelen.

## WK onder 20 in Nederland (2005)
Frank van der Struijk werd door bondscoach van Jong Oranje Foppe de Haan in de selectie opgenomen van het WK onder 20 in het jaar 2005 in Nederland. Op dit WK onder 20 speelde hij in de basis tegen Japan, Australië, Chili en Nigeria. Alleen de laatste groepswedstrijd tegen Benin miste hij, omdat Nederland in de poulefase al door was en Foppe de Haan zijn spelers rust gaf.
Frank van der Struijk speelde alle wedstrijden helemaal uit, behalve in de kwartfinale tegen Nigeria. Na 90 minuten spelen stond het nog 1-1. John Owoeri scoorde in de eerste minuut de 1-0 (door een fout van Frank van der Struijk, die het zicht op de bal kwijt was), maar Ron Vlaar maakte dat vlak na rust goed door de 1-1 binnen te koppen. In de 105e minuut werd Frank van der Struijk naar de kant gehaald en voor hem kwam Mark Otten in het veld. Beide ploegen sleepten zich door de extra tijd heen, en naar de strafschoppenreeks. Daarin hielden Nederland en Nigeria elkaar zeer lang in evenwicht. Nadat alle 22 spelers een penalty schoten (vier werden gemist), moest een nieuwe ronde de winnaar aanwijzen. Het ging mis bij de tweede strafschop van Collins John, waarna Taiwo de kans pakte Nigeria naar de halve finale te schieten; 10-9.

## Statistieken betaald voetbal
| Seizoen   | Club          | Land      | Competitie  | Competitie | Competitie | Beker | Beker | Internationaal | Internationaal | Overig | Overig | Totaal | Totaal |
| Seizoen   | Club          | Land      | Competitie  | Duels      | Goals      | Duels | Goals | Duels          | Goals          | Duels  | Goals  | Duels  | Goals  |
| --------- | ------------- | --------- | ----------- | ---------- | ---------- | ----- | ----- | -------------- | -------------- | ------ | ------ | ------ | ------ |
| 2003/2004 | Willem II     | Nederland | Eredivisie  | 7          | 0          |       |       | –              | –              | –      | –      | 7      | 0      |
| 2004/2005 | Willem II     | Nederland | Eredivisie  | 21         | 0          |       |       | –              | –              | –      | –      | 21     | 0      |
| 2005/2006 | Willem II     | Nederland | Eredivisie  | 15         | 0          | 0     | 0     | 0              | 0              | 3      | 0      | 18     | 0      |
| 2006/2007 | Willem II     | Nederland | Eredivisie  | 33         | 1          |       |       | –              | –              | –      | –      | 33     | 1      |
| 2007/2008 | Willem II     | Nederland | Eredivisie  | 33         | 4          |       |       | –              | –              | –      | –      | 33     | 4      |
| 2008/2009 | Vitesse       | Nederland | Eredivisie  | 26         | 1          | 1     | 0     | –              | –              | –      | –      | 27     | 1      |
| 2009/2010 | Vitesse       | Nederland | Eredivisie  | 16         | 0          | 1     | 0     | –              | –              | –      | –      | 17     | 0      |
| 2009/2010 | → Willem II   | Nederland | Eredivisie  | 11         | 0          | 0     | 0     | –              | –              | 4      | 0      | 15     | 0      |
| 2010/2011 | Vitesse       | Nederland | Eredivisie  | 25         | 0          | 2     | 0     | –              | –              | –      | –      | 27     | 0      |
| 2011/2012 | Vitesse       | Nederland | Eredivisie  | 21         | 0          | 3     | 0     | –              | –              | 4      | 0      | 28     | 0      |
| 2012/2013 | Vitesse       | Nederland | Eredivisie  | 12         | 0          | 0     | 0     | 3              | 0              | –      | –      | 15     | 0      |
| 2013/2014 | Vitesse       | Nederland | Eredivisie  | 14         | 0          | 1     | 1     | 2              | 0              | 1      | 0      | 18     | 1      |
| 2014/2015 | Willem II     | Nederland | Eredivisie  | 29         | 1          | 0     | 0     | –              | –              | –      | –      | 29     | 1      |
| 2015/2016 | Willem II     | Nederland | Eredivisie  | 7          | 0          | 1     | 0     | –              | –              |        |        | 8      | 0      |
| 2016/17   | Dundee United | Schotland | Premiership | 16         | 0          | 4     | 0     | 0              | 0              | 0      | 0      | 20     | 0      |
| Totaal    | Totaal        | Totaal    | Totaal      | 286        | 7          | 13    | 1     | 5              | 0              | 12     | 0      | 316    | 8      |

Bijgewerkt op 16 juli 2021.